# Japalura otai
Japalura otai là một loài thằn lằn trong họ Agamidae. Loài này được Mahony mô tả khoa học đầu tiên năm 2009.